# 永宁河 (长江上游支流)
永宁河位于四川省泸州市境内，是长江上游右岸的一条支流。源于四川叙永县（古称永宁）与云南省交界地区，纵贯泸州市叙永县和纳溪区。河长156千米，流域面积3210平方千米，多年平均流量91立方米每秒。自然落差695米。水能理论蕴藏量7万千瓦。